# Épégard
Épégard település Franciaországban, Eure megyében. Lakosainak száma 529 fő (2022. január 1.). Épégard Iville és La Neuville-du-Bosc községekkel határos.

## Népesség
A település népességének változása:
| Lakosok száma | 261  | 340  | 416  | 415  | 551  | 569  | 574  | 549  | 536  | 529  |
|               | 1968 | 1982 | 1990 | 2006 | 2013 | 2015 | 2017 | 2019 | 2020 | 2022 |